# Torpet Solliden
Torpet Solliden är ett torp i Vänersborgs kommun. Byggnaden, som uppfördes på 1840-talet, är byggnadsminne sedan den 18 november 1985 och blev Sveriges första byggnadsminnesförklarade torp. Det ägs av Västarvet och används som hembygdsgård av Vassända-Naglums hembygdsförening.

## Historia
Torpet Solliden, tidigare under gården Stora Äspered, omfattar bostadshus, ladugård samt en välvd stenkällare. Bostadshuset, en enkelstuga med stort rum och mindre kök, är timrat på 1840-talet. Solliden, vars namn sannolikt inte är ursprungligt, är en av länets bäst bevarade torpmiljöer från 1800-talets förra hälft.
Torpet beboddes fram till 1979 och hade gått i samma släkt fram till dess att den siste ägaren, Gustav Severin Johansson, dog det året, varvid det donerades till Älvsborgs länsmuseum.

## Beskrivning
Bostadshuset är en enkelstuga med stort rum och mindre kök. Det är locklistpanelat och rödfärgat med vitmålade "falska" foder (vitmålade partier av panelbrädorna intill dörrar och fönster) och har tegeltäckt sadeltak. Den samtida ladugården är uppförd i timmer och resvirke med rödfärgad lockpanel. Den har tegeltak på ett underliggande äldre vasstak.
Ladugårdens nordvästra del är en lada av stolpkonstruktion, mot sydväst en vidbyggnad i samma konstruktion, som antyds vara hö- eller halmlada i byggnadsminnesbeslutet. Övriga byggnaden är av skiftesverkskonstruktion upp till väggbandet, även sydvästra gavelröstet är i stolpkonstruktion. Mittpartiet är en tröskloge och mot sydost finns ytterligare en lada intill fähusdelen vid sydöstra kortsidan. Vidbyggnaden mot sydväst intill fähuset har senast fungerat som vedbod. Fasaderna är av lockpanel med vankantade lockbrädor. Takfallet är gemensamt för ladugård och lador så att det sydvästra takfallet är förlängt gentemot det andra takfallet. Ladugården inrymmer bås för en ko, men någont stall har inte funnits på torpet, utan torparen fick hyra häst vid skörd och slåtter.
Jordkällaren är valvslagen och utförd i kalkbruksfogad natursten och sadeltaket är klätt med tvåkupigt tegel.